# 宝能广州国际体育演艺中心
宝能广州国际体育演艺中心（英語：Baoneng Guangzhou Arena），原名广州国际体育演艺中心、广州宝能观致文化中心，是廣東省广州市黄埔区的大型多功能综合场馆。它是第16届亚运会篮球比赛的主场馆，并承办了2011-12年中国男子篮球职业联赛的全明星赛。自2010年10月开馆至今，该场馆已成为广州地区最热门的演唱会及体育赛事举办地之一。

## 简介
它是华南地区唯一按NBA标准建设的NBA篮球馆。总占地25万平方米，场馆占地面积6.5万平米，总建筑面积12万平米。由NBA御用设计公司美国Manica建筑设计事务所负责设计，设计灵感源自五羊传说。馆内设有1.8万个观众席、60个豪华VIP包厢和1270个贵宾停车位。可举办篮球、冰上系列项目等体育赛事，以及演唱会、会展、舞台表演等各种演出活动。馆外配备总面积达2,400㎡的副馆练习场，平时亦可作为羽毛球、乒乓球等球类的比赛场地。

## 历史
2008年10月15日，由广州开发区、美国安舒茨娱乐集团及NBA中国三方合作建设的广州国际体育演艺中心在广州科学城奠基。该场馆为华南地区首座完全按照NBA规格建设的篮球运动场馆。2009年5月10日，主场馆工程提前50天实现结构封顶。2010年8月30日完工，建设工期22个月，耗资21亿元人民币。
2017年8月，广州国际体育演艺中心易主，场馆的资产和运营由广州开发区国有控股公司改为宝能集团旗下公司，全部交易对价约为37亿元。广州开发区政府亦不再对这一场馆进行任何财政补贴。场馆其后更名为宝能国际体育演艺中心。
2019年12月7日，观致汽车与宝能集团在广州举行冠名签约仪式，宝能国际体育演艺中心更名为广州宝能观致文化中心。2023年9月起，观致汽车不再冠名，场馆更名为宝能广州国际体育演艺中心。

## 举办活动
| 演唱會                                 | 演唱會                                 | 演唱會                                                                 |
| 主要人物                               | 举办活动                               | 日期                                                                   |
| -------------------------------------- | -------------------------------------- | ---------------------------------------------------------------------- |
| 张学友                                 | 1/2世纪世界巡回演唱会                  | 2011年1月13-17日                                                       |
| 西城男孩                               | 重力巡回演唱会                         | 2011年9月23日                                                          |
| 林宥嘉                                 | 神遊巡回演唱会                         | 2012年9月22日                                                          |
| 方大同                                 | 15亚洲巡回演唱会                       | 2012年9月29日                                                          |
| 蔡依林                                 | Myself世界巡回演唱会                   | 2012年12月16日                                                         |
| 陈奕迅                                 | Feel Free! Feel Music! 演唱会          | 2012年12月29日                                                         |
| 林忆莲                                 | MMXIII世界巡回演唱会                   | 2013年6月15日                                                          |
| 周杰伦                                 | 魔天伦世界巡回演唱会                   | 2013年7月12-13日                                                       |
| 刘德华                                 | ALways世界巡回演唱会                   | 2013年10月16-19日                                                      |
| 张杰                                   | “It’s Love 这，就是爱”品牌演唱会       | 2013年11月30日                                                         |
| S.H.E                                  | 2gether 4ever世界巡回演唱会            | 2014年8月23日                                                          |
| 少女時代                               | Mr.Mr.粉丝见面会                       | 2015年1月4日                                                           |
| 萧敬腾                                 | TRIPLE JAM世界巡回演唱会               | 2015年1月17日                                                          |
| 凯蒂·佩里                              | 棱镜世界巡回演唱会                     | 2015年4月18日                                                          |
| 林俊杰                                 | 时线：新地球世界巡回演唱会             | 2015年4月25日                                                          |
| 丁噹                                   | 我爱你恋习曲世界巡回演唱会             | 2015年5月23日                                                          |
| 蔡依林                                 | Play世界巡回演唱会                     | 2015年7月4日                                                           |
| 梁静茹                                 | 你的名字是爱情世界巡回演唱会           | 2015年8月8日                                                           |
| 李荣浩                                 | 天生巡回演唱会                         | 2015年10月5日                                                          |
| A-Lin                                  | 声呐世界巡回演唱会                     | 2015年10月31日                                                         |
| 郑伊健、陈小春、谢天华、钱嘉乐、林晓峰 | 一起兄弟“岁月友情”全国巡回演唱会       | 2015年11月7日                                                          |
| 莫文蔚                                 | 看看世界巡回演唱会                     | 2015年11月21日                                                         |
| 刘若英                                 | 我敢世界巡回演唱会                     | 2015年12月26日                                                         |
| 周华健                                 | 今天唱什么世界巡回演唱会               | 2016年4月23日                                                          |
| 罗志祥                                 | 疯狂世界CRAZY WORLD世界巡回演唱会      | 2016年5月14日                                                          |
| 伍佰                                   | 无尽闪亮的摇滚全经典世界巡回演唱会     | 2016年5月21日                                                          |
| 容祖儿、李克勤                         | 容祖儿李克勤世界巡回演唱会             | 2016年6月25日                                                          |
| BIGBANG                                | MADE [V.I.P] 巡回演唱会                | 2016年7月7-9日                                                         |
| 周杰伦                                 | 地表最强世界巡回演唱会                 | 2016年7月22-24日                                                       |
| 钟汉良                                 | 乐作人生Sing for Life巡回演唱会        | 2016年8月6日                                                           |
| 张杰                                   | 我想世界巡回演唱会                     | 2016年8月20日                                                          |
| 田馥甄                                 | 如果世界巡回演唱会PLUS                 | 2016年9月24日                                                          |
| 张学友                                 | A CLASSIC TOUR 学友.经典世界巡回演唱会 | 2016年11月11-13日                                                      |
| 李荣浩                                 | 有理想世界巡回演唱会                   | 2016年12月3日                                                          |
| 林忆莲                                 | Pranava 造乐者世界巡回演唱会           | 2016年12月10日                                                         |
| 张惠妹                                 | 乌托邦2.0庆典世界巡回演唱会            | 2016年12月24-25日                                                      |
| 梁静茹                                 | 你的名字是爱情世界巡回演唱会安可场     | 2017年3月4日                                                           |
| 邓紫棋                                 | G.E.M. Queen Of Hearts 世界巡回演唱会  | 2017年4月1-2日                                                         |
| 陈伟霆                                 | Inside Me 巡回演唱会                   | 2017月4月30日                                                          |
| Twins                                  | LOL世界巡回演唱会                      | 2017年5月20日                                                          |
| 薛之谦                                 | 我好像在哪儿见过你巡回演唱会           | 2017年6月3日                                                           |
| 田馥甄                                 | 如果世界巡回演唱会PLUS                 | 2017年6月17日                                                          |
| 周笔畅                                 | Not Typical巡回演唱会                  | 2017年8月5日                                                           |
| 黎明                                   | 黎明 Leon Random Run                   | 2017年8月11日至12日                                                    |
| 林宥嘉                                 | THE GREAT YOGA世界巡回演唱会           | 2017年8月19日                                                          |
| 爱莉安娜·格兰德                        | 危险女人世界巡回演唱会                 | 2017年8月30日                                                          |
| 林峯                                   | Heart Attack演唱会                     | 2017年9月23日                                                          |
| 楊丞琳                                 | 『青春住了誰』世界巡迴演唱會           | 2018年5月20日                                                          |
| 张韶涵                                 | 旅程世界巡回演唱会                     | 2018年7月14日                                                          |
| 汪峰                                   | “就这样”超级巡演                       | 2018年11月3日                                                          |
| 李健                                   | “不止，是李健”巡回演唱会               | 2018年11月17日                                                         |
| 郭富城                                 | 舞林密码世界巡回演唱会                 | 2018年11月24-25日                                                      |
| 潘玮柏                                 | alpha创使者巡回演唱会                  | 2018年12月1日                                                          |
| 火箭少女101                            | Flower飞行演唱会                       | 2019年3月30日                                                          |
| 张信哲                                 | 未来式世界巡回演唱会                   | 2019年4月13日                                                          |
| 黎明                                   | 黎明 Leon Lai Metro Live 2.0           | 2019年5月18日                                                          |
| 林子祥                                 | LAMUSICAL演唱会                        | 2019年6月22日                                                          |
| 卫兰                                   | Oh My Janice World巡回演唱会           | 2019年7月20日                                                          |
| 王源                                   | 客廳狂歡巡迴演唱會                     | 2023年5月13日                                                          |
| 林宥嘉                                 | idol 世界巡迴演唱會                    | 2023年7月8日                                                           |
| 劉若英                                 | 飛行日巡迴演唱會                       | 2023年7月14-15日                                                       |
| 刘雨昕                                 | 仙那度巡回演唱会                       | 2023年8月12日                                                          |
| 張學友                                 | 張學友60+巡迴演唱會                    | 2023年9月22-24日、2023年9月29-30日、2023年10月7-8日、2023年10月13-15日 |
| 张靓颖                                 | “光”巡回演唱会                         | 2023年10月21日                                                         |
| 梁靜茹                                 | 當我們談論愛情世界巡迴演唱會           | 2023年10月28-29日                                                      |
| 庄心妍                                 | 「Hi 陌生人」巡回演唱会                | 2023年11月4日                                                          |
| 张艺兴                                 | 「大航海3·无远弗届」巡回演唱会         | 2023年11月11日                                                         |
| 张云雷                                 | 歌者启程巡回演唱会                     | 2023年11月18日                                                         |
| 王嘉爾                                 | MAGIC MAN WORLD TOUR 2023 广州         | 2023年11月25日-26日                                                    |
| 張惠妹                                 | ASMR世界巡迴演唱會                     | 2023年12月2日-3日                                                      |
| 郁可唯                                 | 终身浪漫的开始巡回演唱会               | 2023年12月9日                                                          |
| 林志炫                                 | ONEtake2.0「我忘了我已老去」巡回演唱会 | 2023年12月16日                                                         |
| 陳奕迅                                 | 陳奕迅 Fear and Dreams世界巡迴演唱會   | 2023年12月29日-31日、2024年1月5日-7日                                  |
| A-Lin                                  | A-LINK with PASSENGERS巡回演唱会       | 2024年1月27日                                                          |
| 李宇春                                 | 周末愉快演唱会                         | 2024年3月9日                                                           |
| 李克勤                                 | 「弦续」巡回演唱会                     | 2024年3月30日                                                          |
| 王源                                   | 客廳狂歡巡迴演唱會                     | 2024年6月22-23日                                                       |
| MC張天賦                               | This is MC 2 LIVE IN Guangzhou 2024    | 2024年6月29日                                                          |
| 劉德華                                 | 「今日…is the Day」劉德華巡迴演唱會    | 2024年7月18-21日                                                       |
| 周慧敏                                 | 地老天荒愛一場周慧敏巡迴演唱會         | 2024年9月15日                                                          |
| Twins                                  | Twins SPIRIT Since 2001世界巡回演唱会  | 2024年9月28日-29日                                                     |
| 黎明                                   | Leon黎明廣州演唱會2024                 | 2024年10月26日至27日                                                   |
| 張遠                                   | 「白」巡迴演唱會                       | 2024年11月2日                                                          |
| 毛不易                                 | 冒險精神巡迴演唱會                     | 2024年12月21日                                                         |
| 楊千嬅                                 | 楊千嬅MY TREE OF LIVE世界巡迴演唱會    | 2025年1月10日-12日、2025年1月14日、2025年1月17日-19日                  |
| 張學友                                 | 張學友60+巡迴演唱會                    | 2025年2月28日-3月1日、2025年3月15日-16日                               |
|                                        | 「宇宙无敌号」巡迴演唱會               | 2025年5月24日                                                          |
| 王心凌                                 | Sugar High 世界巡迴演唱會              | 2025年3月29日-30日                                                     |
| 陳慧嫻                                 | The Fabulous 40 演唱會                 | 2025年6月1日-2日                                                       |
| Supper Moment                          | 「謝謝你啊！世界」巡演                 | 2025年8月2日-3日                                                       |
| 陳慧琳                                 | Season 2 萬人結界演唱會                | 2025年8月16日-17日                                                     |
| 陳小春                                 | 生·旦·淨·末·丑巡迴演唱會               | 2025年8月23日                                                          |
| 張學友                                 | 張學友60+巡迴演唱會                    | 2025年10月24日-26日、2025年10月31日-11月2日                            |

| 跨年演唱会                    | 跨年演唱会 | 跨年演唱会     |
| 举办活动                      | 举办方     | 日期           |
| ----------------------------- | ---------- | -------------- |
| 2010-2011湖南卫视跨年演唱会   | 湖南衛視   | 2011年12月31日 |
| 2011-2012湖南卫视跨年晚会     | 湖南衛視   | 2012年12月31日 |
| 2014-2015湖南卫视跨年演唱会   | 湖南衛視   | 2014年12月31日 |
| 2018江苏卫视跨年演唱会        | 江苏卫视   | 2017年12月31日 |
| 2018-2019湖南卫视跨年演唱会   | 湖南衛視   | 2018年12月31日 |
| 感恩有你·2020浙江卫视跨年晚会 | 浙江卫视   | 2019年12月31日 |

| 颁奖典礼                                   | 颁奖典礼                              | 颁奖典礼       |
| 举办活动                                   | 举办方                                | 日期           |
| ------------------------------------------ | ------------------------------------- | -------------- |
| 第11届华语音乐传媒大奖                     | 南方都市报                            | 2011年7月10日  |
| 第9届“劲歌王”全球华人乐坛音乐盛典          | 广州电视台                            | 2013年3月17日  |
| 2013广州新音乐十大金曲排行榜年度颁奖音乐会 | 广州市广播电视台 、广东省流行音乐协会 | 2014年1月11日  |
| 音乐先锋榜2015年度颁奖典礼                 | 广东广播电视台音乐之声                | 2015年12月5日  |
| 第二届酷音乐亚洲盛典                       | 中国音乐集团                          | 2016年3月29日  |
| 2017亚洲金曲大赏                           | 腾讯视频 、MTV                        | 2017年7月19日  |
| 音乐先锋榜·三十一载荣耀盛典                | 广东广播电视台音乐之声                | 2019年5月11日  |
| 第13届音乐盛典咪咕汇                       | 咪咕音乐                              | 2019年12月14日 |
| 第14届音乐盛典咪咕汇                       | 咪咕音乐                              | 2020年12月5日  |